# 维那斯骨螺
维那斯骨螺（学名：Murex pecten），是新腹足目骨螺科骨螺属的一种。主要分布于印度尼西亚、中国大陆、台湾，常栖息在潮下带。

## 描述
维那斯骨螺具有一个非常长的倒虹吸管。有超过100根刺，保护螺體不被捕食，并防止在松软的泥土下沉。像许多骨螺属蜗牛一样，它以其他软体动物为食。本物种长度为10至15厘米。
这是一种常见的物种，由于刺数量众多，且很脆弱，因此得到一个完美的壳标本并不容易。